# Swette
La Swette (en néerlandais Zwette, également appelé Snitser Trekfeart ou Sneekertrekvaart) est un canal néerlandais situé dans la province de la Frise.
Le canal relie les villes de Sneek et de Leeuwarden. Il fait également partie du trajet de l'Elfstedentocht. Swette signifie frontière ; en effet, la Swette représente la frontière entre Westergo et Oostergo.
La Swette est située approximativement au centre de l'ancienne Middelzee, bras de mer qui coupait la Frise en deux au Haut Moyen Âge. Lorsque cette mer intérieure se fut ensablée, on a mis en culture les terres gagnées sur l'eau, et le long des parties hautes des schorres, plusieurs villages ont été fondés. La Swette servait à la fois à indiquer la frontière et à évacuer les eaux superflues.
Au début du XVIe siècle la Swette a été élargie et aménagée pour permettre du transport fluvial. Ces travaux ont probablement été commencés vers 1507-1508, en même temps que la construction du Harnzer Trekfeart. En 1661 la digue de la Swette a été aménagée comme chemin de halage, permettant le transport des passagers par des coches d'eau. Cela explique le deuxième nom de la Swette, Snitser Trekfeart, le canal de halage vers Sneek.
Initialement, la Swette dépassait Leeuwarden et courait jusqu'aux digues entre Stiens et Bitgum. Cette partie septentrionale de la Swette a été partiellement comblée pour permettre l'expansion de la ville de Leeuwarden, ainsi qu'une base aérienne de l'armée.

## Source
- (nl) Cet article est partiellement ou en totalité issu de l’article de Wikipédia en néerlandais intitulé « Zwette » (voir la liste des auteurs).

- (fy) Cet article est partiellement ou en totalité issu de l’article de Wikipédia en frison occidental intitulé « De Swette » (voir la liste des auteurs).